# Kasteel van Hausen

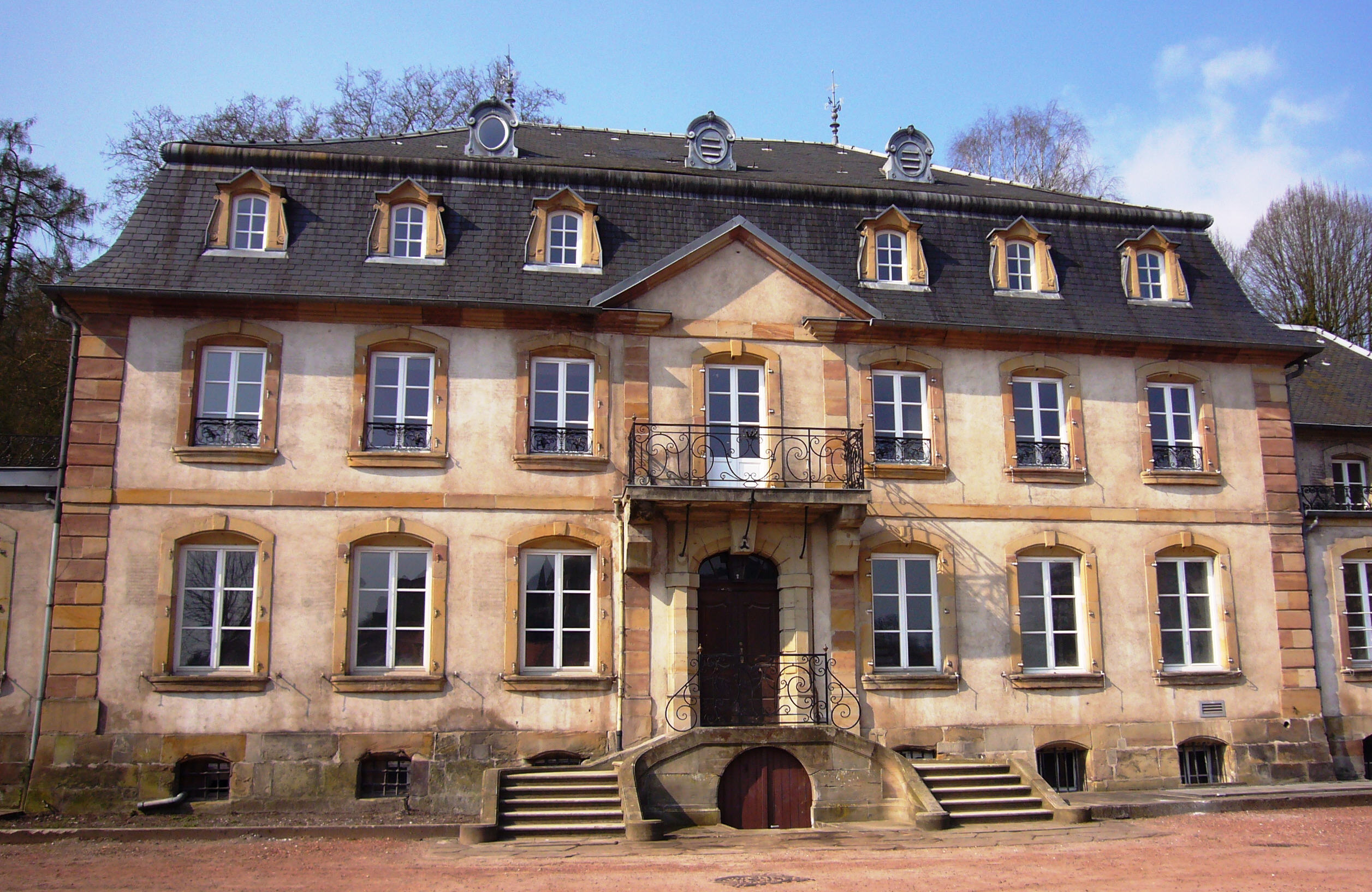
Château d'Hausen

Het kasteel van Hausen (jaren 1760) is het stadhuis van de gemeente Hombourg-Haut, in het Franse departement Moselle (regio Grand Est).

## Historiek
Oorspronkelijk was het kasteel de woning van de adellijke familie de Wendel-d’Hausen. Jean-Charles de Wendel liet het kasteel bouwen in de jaren 1760 en de bouw was klaar in 1766. Tegelijkertijd liet hij een Engelse tuin aanleggen. Deze edelman-industrieel uit het ancien régime wilde naast zijn ijzersmelterij wonen. De Wendel lag namelijk aan de basis van het metallurgisch bedrijf Wendel Sidélor, dat later meerdere hoogovens in de streek uitbaatte. In de tijd van Jean-Charles de Wendel ging het om één enkele ijzersmelterij, gelegen in Hombourg-Haut zelf op het riviertje Rosselle, zijrivier van de Saar.
In de kasteeltuin bevinden zich resten van een oude lood- of kopermijn, doch deze was al niet meer in gebruik toen de Wendel-d’Hausen op het kasteel woonden. Er is geen relatie met de industriële activiteiten van de familie.
Na de Franse Revolutie bleef het kasteel in privébezit van grootindustriëlen. 
In 2003 kocht de gemeente het kasteel van Hausen op. Het werd het stadhuis. Sinds 2019 zijn delen van het kasteel alsook van de tuin beschermd historisch erfgoed van Frankrijk.